# 九重味淋

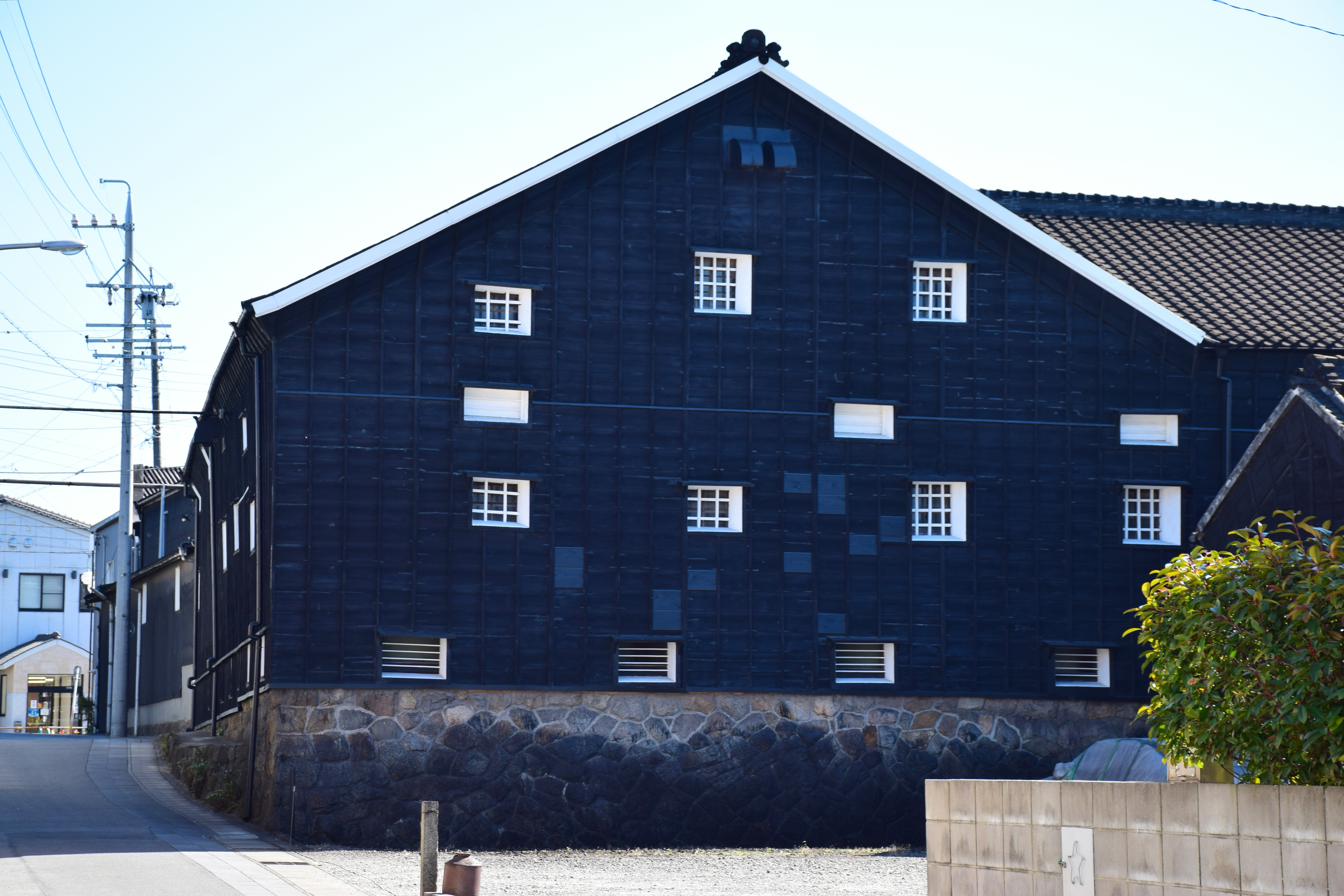
九重味淋大蔵

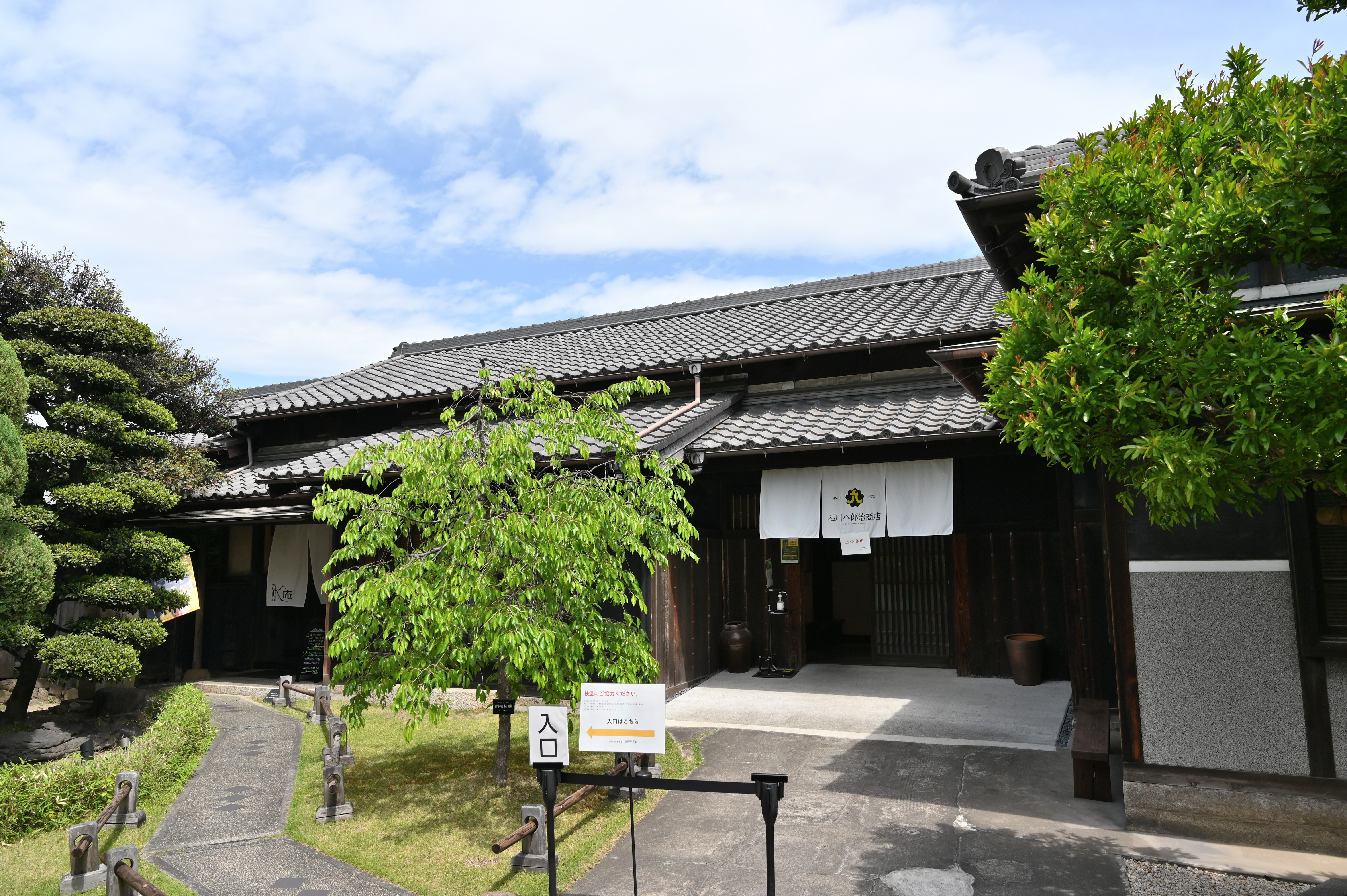
本社内ある商業施設

九重味淋株式会社（ここのえみりん、英: KOKONOE MIRIN Co., Ltd.）は、愛知県碧南市浜寺町2-11に本社を置くみりんをはじめとする調味料メーカー。安永元年（1772年）創業。九重味淋大蔵が登録有形文化財。九重味醂という表記は誤りである。

## 沿革
- 安永元年（1772年） - 第22世石川八郎右衛門信敦がみりんの製造を創始。
- 1945年（昭和20年） - 個人経営を九重醸造株式会社に改組。
- 1958年（昭和33年） - 東京都中央区八重洲に東京事務所を開設。九重味淋株式会社に改称。
- 1987年（昭和62年） - 愛知県名古屋市中区に名古屋支店を開設。東京営業所を支店に昇格。
- 1990年（平成2年） - 調整調味料の製造を開始。
- 1994年（平成6年） - 名古屋支店を名古屋市熱田区に移転。碧南市港本町に調整調味料の新工場を建設。
- 1996年（平成8年） - 壜詰め工場を新設。
- 2005年（平成17年） - 愛知ブランド企業に認定される。九重味淋大蔵が登録有形文化財に登録される[1]。
- 2018年（平成30年） - 石川八郎治商店、レストラン&カフェK庵を開業[2]。

## 事業所

### 工場
- 本社工場：愛知県碧南市浜寺町2-11
- 港本町工場：愛知県碧南市港本町4-3

### 支店
- 東京支店：東京都台東区元浅草1-15-3
- 名古屋支店：愛知県名古屋市熱田区伝馬2-7-7

## スポンサーについていた番組

### テレビ
- ユーガッタ!CBC（CBCテレビ）
- 中京テレビ Newsリアルタイム・サタデー（中京テレビ）

### ラジオ
- 小堀勝啓の心にブギウギ!（CBCラジオ）

## 関連会社
- 上海東發醸造有限公司（中国）